# Ришар, Луи (певец)
Луи Ришар (фр. Louis Richard, настоящее имя Ришар Луи, фр. Richard Louis; 5 мая 1889, Буссю — 1977, Буссю) — бельгийский оперный певец (баритон), один из крупнейших бельгийских вокалистов середины XX века.
Работал почтовым служащим и только в 1915 году поступил на вокальное отделение консерватории в Монсе, где учился у Ашиля Тондёра (1856—1915) и Эдуара Мартини. В этом же городе в 1918 году дебютировал на оперной сцене, первоначально в басовых партиях; затем выступал в оперных театрах Льежа (1919—1921) и Страсбурга (1921—1923), а также в Биаррице, Остенде, Генте. В 1923—1952 гг. солист брюссельского оперного театра Ла-Монне, где участвовал, в частности, в первой бельгийской постановке оперы А. П. Бородина «Князь Игорь» (1924, в партии Кончака). Как приглашённый солист выступал в Опере Монте-Карло (1931—1932) и парижской Гранд-Опера (1934—1935). До 1958 г. продолжал выступать на концертной сцене.
В 1922—1936 гг. записал значительное количество песен и арий, преимущественно французских и бельгийских композиторов, записи были перевыпущены в 2006 г. в виде двойного альбома, который показывает Ришара как обладателя уверенного голоса, которому недостаёт артистической выразительности; отмечается также вклад певца в популяризацию творчества валлонских композиторов.